# Mała Vilma
Mała Vilma. Ostatni dziennik (węg. Kisvilma – Az utolsó napló) – węgierski film w reżyserii Márty Mészáros z 2000 roku. Film nakręcono w Kirgistanie od lipca do sierpnia 1999.

## Obsada
- Jan Nowicki – Zdenek
- Cleo Ladányi – Mała Vilma
- Łukasz Nowicki – László Kovács
- Barbara Hegyi – Vilma Kovács
- Jakob Ladányi – Hans Tirschler
- Abel Ladányi – Johann Tirschler
- Anna Maria Wilczyńska – Małgosia Wilczyk
- Ida Gal – Julia Santiago
- Krzysztof Kiersznowski – Wilhelm Tirschler
- Eugeniusz Liaszenko – Andrzej Wilczyk
- Lili Monori – Vilma
- Kitty Kéri – Claudia Santiago
- Ewa Telega – Hilda Tirschler
- Jan Wieczorkowski – Miguel Santiago
- Zsuzsa Czinkóczi
- Beata Fudalej – Zosia Wilczyk

Jan Kanty Pawluśkiewicz otrzymał nominację do Polskiej Nagrody Filmowej w kategorii najlepsza muzyka za 2001.